# Fiedlerita
La fiedlerita és un mineral de la classe dels halurs. Rep el seu nom de K.G. Fiedler (1791-1853), comissari saxó de mines, i director d'una expedició exploratòria a la regió de Laurium l'any 1835.

## Característiques
La fiedlerita és un halur de fórmula química Pb₃FCl₄(OH)(H₂O). La seva duresa a l'escala de Mohs és 3,5.
Segons la classificació de Nickel-Strunz, la fiedlerita pertany a «03.DC - Oxihalurs, hidroxihalurs i halurs amb doble enllaç, amb Pb (As,Sb,Bi), sense Cu» juntament amb els següents minerals: laurionita, paralaurionita, penfieldita, laurelita, bismoclita, daubreeïta, matlockita, rorisita, zavaritskita, zhangpeishanita, nadorita, perita, aravaipaïta, calcioaravaipaïta, thorikosita, mereheadita, blixita, pinalita, symesita, ecdemita, heliofil·lita, mendipita, damaraïta, onoratoïta, cotunnita, pseudocotunnita i barstowita.

## Formació i jaciments
Va ser descoberta al districte de Làurion, a la prefectura d'Àtica, Grècia. També ha estat descrita en altres indrets del mateix districte hel·lè, així com a Itàlia, el Regne Unit, Àustria, Alemanya i Sud-àfrica.